# Heinz Barth
Heinz Barth (Gransee, 15 ottobre 1920 – Gransee, 6 agosto 2007) è stato un militare tedesco, membro di medio rango nelle Waffen-SS della Germania nazista durante la seconda guerra mondiale. Fu un criminale di guerra, riconosciuto tra i responsabili del Massacro di Oradour-sur-Glane del 1944.

## Biografia

### Carriera militare
Nel 1938 si arruolò nel Corpo dei Motori Nazionalsocialisti, seguendo l'addestramento paramilitare motorizzato. Entrò a far parte del NSDAP il 9 novembre 1939, nell'anniversario del Putsch di Monaco.
Barth si arruolò nella polizia militare, dove fu nominato ufficiale. La corte della Germania dell'Est del 1983 ha stabilito che Barth ha partecipato, come membro del battaglione della polizia di sicurezza, all'esecuzione di novantadue civili cechi durante l'estate del 1942 sotto legge marziale a Klatovy e Pardubice. Secondo lo storico Eduard Stehlík dal Military History Institute di Praga è stato nel gruppo di fuoco che nel giugno 1942 ha sparato a trentadue cittadini di Ležáky.
Barth si arruolò nelle SS il 10 febbraio 1943 (n°458037) con il grado di Untersturmführer e fu assegnato al distaccamento SS-Kraft Pioneers. Il 15 gennaio 1943 fu trasferito alla 10. SS-Panzer-Division "Frundsberg", poi alla 3. SS-Panzerdivision "Totenkopf", e poi, nell'ottobre 1943, al fronte orientale nella 2. SS-Panzer-Division "Das Reich". Ha guidato una sezione della 3ª compagnia, 1º battaglione del 4º reggimento Panzergrenadier della divisione "Der Führer".
Nel 1944 entrò a far parte della brigata di Adolf Diekmann. Prese parte al massacro di Oradour-sur-Glane del giugno 1944 guidando il gruppo che conduceva gli uomini del villaggio in un fienile e ordinando l'uccisione e l'incendio. Durante il suo processo del 1983, ha testimoniato di aver sparato personalmente circa quindici volte tra la folla. Ha anche confermato che il massacro dei 642 civili (l'intero villaggio, inclusi più di duecento bambini) non aveva alcun interesse militare.

## Processo e condanna
Dopo la fine della guerra, Barth tornò nella sua città natale nel Brandeburgo, nell'allora Repubblica Democratica Tedesca. Secondo l'AFP, è rientrato sotto falso nome. Venne processato in contumacia in Francia il 12 febbraio 1953 e condannato a morte per crimini di guerra.
Identificato e arrestato il 14 giugno 1981 a Gransee, a seguito di un'ampia indagine della Stasi, Barth fu nuovamente processato nel 1983 nella Germania dell'Est e condannato all'ergastolo per crimini di guerra. Barth, che sosteneva di eseguire solo gli ordini, fu l'unico ex nazista ad essere stato giudicato per questo massacro. Gli altri nazisti coinvolti si erano rifugiati nella Germania occidentale (come il generale Lammerding, comandante della divisione Das Reich) e non erano stati giudicati.
Barth è stato rilasciato nel 1997 secondo quanto riferito in considerazione della sua età e salute, e per aver "espresso rimorso".

## Polemica
La controversia è sorta a causa della pensione di 800 marchi che Barth aveva ricevuto come veterano ferito per la sua gamba persa dal 1991, in seguito alla riunificazione tedesca. Nel 2000, il tribunale di Potsdam ha annullato la pensione con la motivazione che un criminale di guerra non avrebbe dovuto ricevere una pensione. Nel 2001, il Bundestag ha promulgato una legge che privava i criminali di guerra di ottenere un risarcimento per invalidità.
La morte di Barth all'età di 86 anni è stata annunciata il 14 agosto 2007 da un sacerdote di Gransee. Tuttavia, il sacerdote ha detto solo che è morto negli ultimi giorni di cancro e non ha rivelato il luogo o la data esatta della sua morte.
Il cacciatore di nazisti Serge Klarsfeld ha commentato che «l'uomo responsabile di questo orribile crimine [a Oradour-sur-Glane], colui che ne aveva autorizzato l'esecuzione, il generale Heinz Lammerding, che viveva nella Repubblica federale di Germania, morì impunito».